# 横浜ジョイポリス
横浜ジョイポリス（よこはま-）は、かつて神奈川県横浜市中区新山下にあったテーマパークである。

## 概要
セガ（後のCAセガジョイポリス）のジョイポリス第1号店として1994年7月にオープン。主なアトラクションは、レイルチェイス・ザ・ライド、ゴーストハンターズ、VR-1、マッドバズーカなどであり、1999年にはタレントのヒロミによるプロデュースとしてモーター系のアトラクションを重視したリニューアルが行われていた。 
経営難になり営業を終了したと言う噂も有るが土地が借地だった為に初めの借用期間を延長していたが期間が終了し2001年2月末日に閉館した。

## 現在
営業終了後、駐車場等は売却されファミリーレストラン等になっていたが、現在はレストラン等も撤去されマンションになっている。建物本体も倉庫として利用された後にマンションとなった。